# Grenzfrequenz
In der Nachrichtentechnik ist die Grenzfrequenz, Übergangsfrequenz oder Eckfrequenz {\displaystyle f_{\mathrm {g} }=f_{\mathrm {c} }} (englisch: cutoff frequency = „Abschnitt-/Abrissfrequenz“) derjenige Wert der Frequenz, bei dessen Überschreitung die Signalamplitude (Spannung) oder die Modulationsamplitude am Ausgang eines Bauteils unter einen bestimmten Wert sinkt.

## Elektrotechnik

### Verstärker
Die Grenzfrequenz eines Verstärkers ist in üblicher Konvention jene Frequenz, bei der die Spannungs- bzw. Stromverstärkung auf den
{\displaystyle {\tfrac {1}{\sqrt {2}}}=2^{-{\frac {1}{2}}}}-fachen Wert der maximalen Verstärkung abgesunken ist (rund 70,7 %). Die an einen rein ohmschen Lastwiderstand (Verbraucher) abgegebene Leistung ist dabei exakt der halbe Wert der Maximalleistung:
{\displaystyle P={\frac {P_{\text{max}}}{2}}}
Die in dB ausgedrückte Spannungsverstärkung ist bei dieser Grenzfrequenz um −3 dB (exakt: {\displaystyle 20\cdot \log _{10}\left({\tfrac {1}{\sqrt {2}}}\right)\approx -3{,}0103\,\mathrm {dB} }) kleiner als die maximale Verstärkung.
Der Einsatzbereich von Verstärkerschaltungen ist durch physikalische Effekte in den aktiven Bauelementen und durch deren äußere Beschaltung (z. B. Koppelkondensatoren) auf einen bestimmten Frequenzbereich beschränkt, dieser wird Übertragungsbereich genannt. Die Grenzfrequenzen grenzen diesen Bereich ein.

### Hoch- und Tiefpässe 1. Ordnung
Bei einfachen RC- bzw. RL-Hoch- und Tiefpässen hat der Spannungsübertragungsfaktor den Maximalwert 1. Bei der Grenzfrequenz sinkt die übertragene Amplitude auf den {\displaystyle {\tfrac {1}{\sqrt {2}}}}-fachen Wert ab, und zwischen Ein- und Ausgangssignal tritt eine Phasenverschiebung von 45° auf.
Bei einem Tiefpass 1. Ordnung besteht folgender Zusammenhang der Grenzfrequenz {\displaystyle f_{\mathrm {c} }} zur Anstiegs- und Abfallzeit {\displaystyle {\tfrac {t_{\mathrm {r} }}{t_{\mathrm {f} }}}}:
{\displaystyle {\frac {t_{\mathrm {r} }}{t_{\mathrm {f} }}}{\Biggl (}{\frac {10\,\%}{90\,\%}}{\Biggr )}={\frac {0{,}35}{f_{\mathrm {c} }}}\,.}
Der Zusammenhang zur Zeitkonstante {\displaystyle \tau } beträgt:
{\displaystyle \tau ={\frac {1}{2\pi \cdot f_{c}}}\,.}

## Physik
In der Physik wird statt der Grenzfrequenz {\displaystyle f_{\mathrm {c} }} gern die Grenz-Kreisfrequenz {\displaystyle \omega _{\mathrm {c} }=2\pi f_{\mathrm {c} }} gewählt.
In einigen technischen Anwendungen, z. B. bei der Emphasis, ist es üblich, statt der Grenzfrequenz die Zeitkonstante
{\displaystyle \tau =RC={\frac {1}{\omega _{\mathrm {c} }}}={\frac {1}{2\pi f_{\mathrm {c} }}}}
anzugeben.
Bei einem Bandpass liegt zwischen der oberen und unteren Grenzfrequenz als geometrisches Mittel die Mittenfrequenz.

## Quantenphysik
In der Quantenphysik bezieht sich die Grenzfrequenz auf den Photoeffekt. Lichtquanten, deren Frequenz unter dieser Grenzfrequenz liegen, haben nicht mehr genug Energie {\displaystyle E=h\cdot f}, um Elektronen aus der Atomhülle zu entfernen. Die notwendige Mindestenergie ist gleich der Austrittsarbeit des Materials.

## Im Hohlleiter
Im Hohlleiter breiten sich Signale erst
- oberhalb einer bestimmten Frequenz ({\displaystyle f>f_{\mathrm {c} }}) bzw.
- unterhalb einer bestimmten Wellenlänge ({\displaystyle \lambda <\lambda _{g}})

aus.
Diese hängt (bei einem Hohlleiter mit rechteckigem Querschnitt) von seinen Abmessungen ab, speziell von denen der längeren Seite {\displaystyle a.}
Der geometrische Aufbau und die Abmessungen eines Hohlleiters sind daher genormt und in Frequenzbereiche (Bänder) aufgeteilt.
Die Ausbreitung kann in verschiedenen Schwingungsmodi erfolgen. Die Grenzwellenlänge für die ersten ausbreitungsfähigen Mode (Grundmode) rechteckförmiger Hohlleiter ergibt sich aus der Gleichung:
{\displaystyle \lambda _{\mathrm {g} }=2a} (Freiraumwellenlänge).
Für die Grenzfrequenz {\displaystyle f_{\mathrm {c} }} folgt:
{\displaystyle \Leftrightarrow f_{\mathrm {c} }={\frac {c}{2a}}}
mit der Lichtgeschwindigkeit {\displaystyle c=299\,792\,458\,\mathrm {\frac {m}{s}} } (im Vakuum).
Beispiel: Rechteckhohlleiter mit der längeren Seitenlänge des Hohlleiters {\displaystyle a=3\,\mathrm {cm} } ({\displaystyle \Rightarrow } Grenzwellenlänge {\displaystyle \lambda _{g}=6\,\mathrm {cm} }):
{\displaystyle f_{\mathrm {c} }={\frac {c}{0{,}06\,\mathrm {m} }}=5\,\mathrm {GHz} }.